# 原田周三
原田周三（はらだ しゅうぞう、1924年10月8日 - ）は日本の大蔵官僚、銀行家。東北財務局長、松江相互銀行社長、島根銀行頭取、同行会長などを務めた。

## 来歴
島根県出身（東京府出身でもある）。1943年 京城高等商業学校に入学するが、1944年8月 宇都宮陸軍飛行学校に入校する。1945年9月 京城経済専門学校卒業。1947年3月 広島財務局入局。松江地方部理財課配属。同年4月 広島財務局松江地方部主計課。1948年7月より大蔵省主計局で勤務。1963年6月 主計局総務課長補佐。1966年8月 主計局主計官補佐（文部係主査）。1967年8月 主計局総務課長補佐（予算総括）。1971年4月20日 主計局主計官（総務課（予算総括担当））。1974年7月10日 主計局司計課長。1977年6月17日 東北財務局長。1978年6月17日 大蔵省顧問。同年6月 日本自動車ターミナル常務取締役。1988年7月 日本栽培漁業協会監事。1989年1月 松江相互銀行顧問。同年6月 同行代表取締役社長。同年8月1日 島根銀行代表取締役頭取。1996年6月 同行代表取締役会長。1999年6月 同行取締役相談役。

## 略歴
- 1947年3月：広島財務局入局。松江地方部理財課配属[1]。
- 1947年4月：広島財務局松江地方部主計課[1]。
- 1948年7月：大蔵省主計局[1]。
- 1955年9月：主計局社会保険係長[5][3]。
- 1959年8月：主計局総務課予算総括第二係長[6][3]。
- 1961年7月：主計局総務課予算総括第一係長[7][8][3]。
- 1963年6月：主計局総務課長補佐。
- 1966年8月：主計局主計官補佐（文部係主査）。
- 1967年8月：主計局総務課長補佐（予算総括）[4]。
- 1971年4月20日：主計局主計官（総務課（予算総括担当））。
- 1974年7月10日：主計局司計課長。
- 1977年6月17日：東北財務局長。
- 1978年6月17日：大蔵省顧問。